# گونشلی (خاچماز)
گونشلی (به لاتین: Günəşli) یک منطقه مسکونی در جمهوری آذربایجان است که در شهرستان خاچماز واقع شده است.